# مردة (سلفيت)
مَرْدَة قرية فلسطينية قديمة في محافظة سلفيت شمال الضفة الغربية. يبلغ عدد سكانها حوالي 2,375 نسمة حسب التعداد العام للسكان عام 2017. وهي من القرى المحتلة عام النكسة.

## التسمية
قيل في تسمية مردة كانت قامة سكان هذه القرية نسبة لطول قامة سكانها وضخامة اجسامهم، حيث أطلق عليهم اسم (مردة)، أو نسبة إلى حجر كريم (جوهرة) يقال لها مردة. أما ياقوت الحموي فيقول:«يجوز أن يكون فعلاً من من الردى وهو الهلاك».
بينما يقول الأصمعي: «أرض مردة هي رمال منبسطة لا نبات فيها ولا شجر»، أو هي مأخوذة من الفعل مرد وتمرد أي أنها كانت دائماً تقف في وجه الاحتلال الأجنبي. وهذا منسوب إلى كتاب (المرداوي) وحسب روايات العديد من أهل القرية.

## التاريخ الحديث والمعاصر
خلال الحملات الصليبية، كتب ضياء الدين المقدسي أنه كان هناك سكان مسلمين في القرية، وأن أتباع ابن قدامة عاشوا فيها. وفي أوائل القرن الخامس عشر، ولد القاضي الحنبلي المهم أمين الدين عبد الرحمن في القرية.
لم يعُثر على أي بقايا لآثار من العصر البيزنطي وفقاً لإينبلوم. لكنه عُثر على أثار من العصر الصليبي/الأيوبي، والمملوكي والعثماني في القرية.

### العهد العثماني
تبعت مردة إلى الإمبراطورية العثمانية في عام 1517 مع كل فلسطين، وكانت تتبع ولاية شرق بيروت في الشام. في عام 1596 ظهر لأول مرة اسم مردة في سجلات الضرائب العثمانية، حيث دفعوا معدل ثابت للضريبة بنسبة 33,3٪ على المنتجات الزراعية المختلفة، مثل القمح، والشعير، والمحاصيل الصيفية، والزيتون، والماعز، وخلايا النحل. في عام 1838 أشار إدوار روبنسون إلى أنه مردة تقع في منطقة جورة مردة جنوب نابلس. عام 1882، أجرى صندوق استكشاف فلسطين الغربية مسحاً للقرية ووصفها بأنها «قرية متوسطة الحجم على أرض منخفضة محاطة بالزيتون».

### الانتداب البريطاني
في عام 1917، سقطت مردة بيد الجيش البريطاني، ودخلت البلدة مع باقي فلسطين مظلة الانتداب البريطاني على فلسطين عام 1920، وأصبحت مردة تتبع ناحية الجماعينيات في قضاء نابلس في تلك الفترة حتى وقوع النكبة.
أجرت سلطات الانتداب البريطاني تعدادا عاما للسكان عام 1922، وقد بلغ عدد السكان حوالي 290 نسمة جميعهم مسلمين، ثم تزايد العدد حتى وصل إلى 256 نسمة جميعهم مسلمين في تعداد عام 1931. أما في تعداد عام 1945، فقد بلغ عدد سكان مردة حوالي 470 نسمة جميعهم مسلمين.

#### قرار تقسيم فلسطين

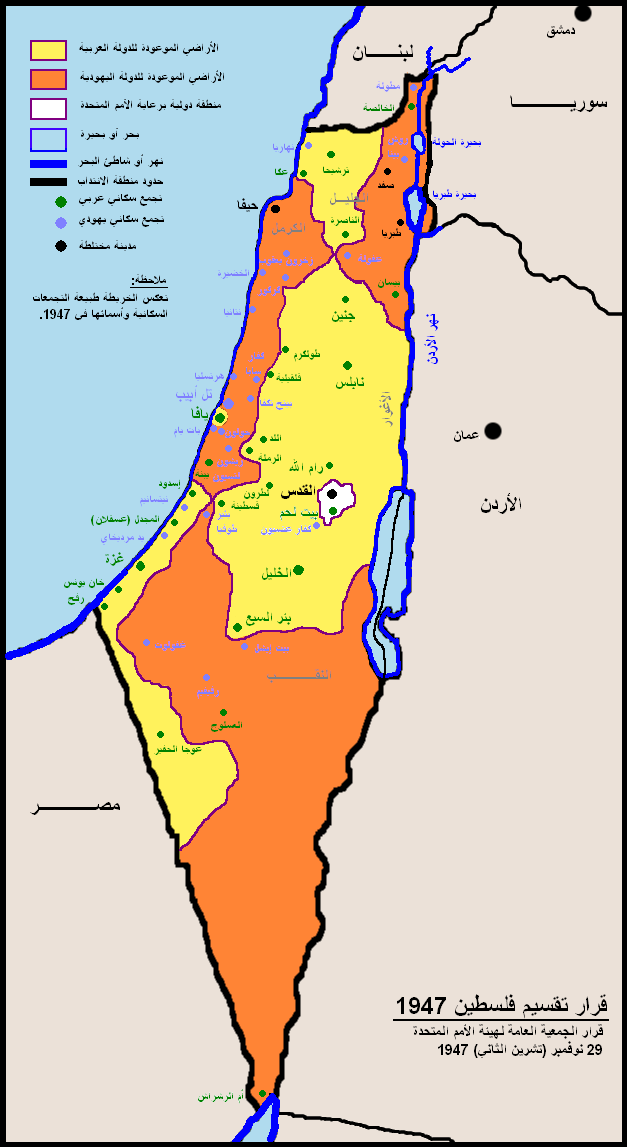
خارطة تقسيم فلسطين عام 1947، تظهر مردة ضمن المنطقة المحددة للعرب.

قامت هيئة الأمم المتحدة عام 1947 بمحاولة لإيجاد حل الصراع العربي اليهودي القائم على فلسطين، وقامت هيئة الأمم بتشكيل لجنة "UNSCOP" المتألّفة من دول متعدّدة باستثناء الدّول دائمة العضوية لضمان الحياد في عملية إيجاد حلّ للنزاع.
قامت اللجنة بطرح مشروعين لحل النزاع، تمثّل المشروع الأول بإقامة دولتين مستقلّتين، وتُدار مدينة القدس من قِبل إدارة دولية. وتمثّل المشروع الثاني في تأسيس فيدرالية تضم كلا من الدولتين اليهودية والعربية. ومال معظم أفراد اللجنة تجاه المشروع الأول والرامي لتأسيس دولتين مستقلّتين بإطار اقتصدي موحد. وقامت هيئة الأمم بقبول مشروع اللجنة الدّاعي للتقسيم مع إجراء بعض التعديلات على الحدود المشتركة بين الدولتين، العربية واليهودية، على أن يسري قرار التقسيم في نفس اليوم الذي تنسحب فيه قوات الانتداب البريطاني من فلسطين.وكانت مردة في ذلك الوقت قرية ضمن قضاء نابلس، التي تم الحاقها بالدولة العربية المُقترحة.

### الحكم الأردني
في أوائل خمسينيات القرن العشرين أتبعت مردة للحكم الأردني بين حربي 1948 و1967، وكان عدد سكانها آنذاك حوالي 852 نسمة عام 1961، وكانت تتبع إدارياً إلى ناحية الجماعينيات في قضاء نابلس.

### النكسة
سقطت مردة في يد الاحتلال بعد حرب النكسة.

### السلطة الفلسطينية
بعد تأسيس السلطة الفلسطينية، قسمت أراضي القرية إلى قسمين: الأول شكل حوالي 15.8% وعرف باسم المنطقة «ب»، بينما القسم الآخر والذي يشكل النسبة المتبقية عرف باسم المنطقة «ج». وأتبعت إدارياً لمحافظة سلفيت.

## الجغرافيا
تقع قرية مردة في وسط فلسطين، في الجزء الشمالي الغربي من الضفة الغربية، إلى الشمال من مركز مدينة سلفيت بحوالي 5 كم، تقع القرية على طريق نابلس - يافا قديماً. تبلغ مساحتها قرابة 9000 دونم. يحيط بها من الشرق قريتي إسكاكا وجماعين، ومن الشمال بلدتي جماعين وقيرة، ومن الغرب بلدتي قيرة وكفل حارس، أما من الجنوب فيحدها أراضي سلفيت المقام عليها مستوطنة أرئيل.

## السكان
دخلت فلسطين وفود كبيرة عبر العصور من تجار وغيرهم وذلك؛ لموقعها الهام كنقطة وصل بين القارات، ومركز للحضارات والأديان. يبلغ عدد سكان مردة حاليا حوالي 2,375 نسمة جميعهم من المسلمين وذلك حسب التعداد العام للسكان 2017 الذي أجراه الجهاز المركزي للإحصاء الفلسطيني.
| السنة      | (1922) | (1931) | (1945) | (1961) | (تعداد 1997) | (تعداد 2007) | (تقدير 2012) | (2017) |
| ---------- | ------ | ------ | ------ | ------ | ------------ | ------------ | ------------ | ------ |
| عدد السكان | 155    | 218    | 310    | 444    | 1,609        | 1,971        | 2,211        | 2,375  |

### عائلات مردة
في القرية عدة عائلات هي: قاسم، الخفش، إبداح، حجير، أبو شمة، سعيد، أبو بكر، سليمان، عياش، منصور.

## مؤسسات مردة
يدير القرية مجلس قروي ينتخب أعضائه كل أربع سنوات. وفي القرية عيادة صحية حكومية، ومدرستان حكوميتان.

## السياحة والآثار

### المقامات الدينية
دمر الصليبيون مساجد مردة الأربعة خلال الحروب الصليبية، ولا تزال آثارها باقية حتى الآن. ومن مقامات الأولياء الصالحين في القرية، مقام الشيخ جمعة شرق القرية، ومقام الإمام بدر وسط البلدة، ومقام النبي ثريا شرق القرية.

### الخرب
تحتوي القرية على العديد من المواقع الأثرية التي تعكس تنوعا حضاريا يعود لحقب زمنية مختلفة، دمر عدد منها تحت جدار الضم والتوسع العنصري، كما تعرضت بعض المواقع للنبش، والتنقيب، والتخريب، والإهمال، ومن هذه الخرب: خربة أبو رواع، وخربة دير بجالة.

## الاقتصاد

### الزراعة
تعد الزراعة القطاع الاقتصادي الرئيسي في البلدة، تنتج البلدة محاصيل الزيتون، والتين، واللوز، والعدس، والقمح وبعض الخضراوات. لكن التوسع العمراني للبلدة والتوسع في البنية التحتية وفتح الشوارع قلص المساحات المزروعة من الأراضي الزراعية.
تراجعت في السنوات الأخيرة أعداد الثروة الحيوانية بسبب ارتفاع أسعار الأعلاف وقلة المساحات الحيوية نتيجة الجدار والاستيطان، وأيضاً تعتبر مشكلة الخنازير البرية التي يطلقها المستوطنون من أكبر المشاكل التي تؤثر على القطاع الزراعي في مردة خاصة والمحافظة عامة.

## الاستيطان
حول الاستيطان قرية مردة إلى سجن كبير، فمستوطنة أرئيل تحيط بالقرية من الجهة الجنوبية والغربية، وتصادر الجهة الشرقية، بينما يقطع الطريق 505 أراضي القرية من الناحية الشمالية. يستطيع سكان القرية الدخول إلى القرية من خلال بوابتين حديديتين على الطريق 505.

### المستوطنات
صادرت سلطات الاحتلال 29% من المساحة الكلية للقرية لصالح إقامة مستوطنة أرئيل، بالإضافة للأراضي المصادرة من سلفيت، كفل حارس، اسكاكا.

### الطريق السريع 5
صادرت سلطات الاحتلال مساحات واسعة من أراضي المنطقة لصالح توسعة وإعادة إنشاء طريق 505 والذي كان يسمى قديماً طريق نابلس - يافا.

## مواضيع ذات صلة
| - فلسطين - القدس | - آثار فلسطين - تاريخ فلسطين - مدن فلسطين | - محافظة سلفيت - سلفيت - كفل حارس |